# 3800 Karayusuf
3800 Karayusuf este un asteroid descoperit pe 4 ianuarie 1984 de Eleanor Helin.